# بونافنتور دجونكيب
بونافنتور دجونكيب (بالفرنسية: Bonaventure Djonkep)‏ (مواليد 20 أغسطس 1961) هو لاعب كرة قدم. يلعب مع منتخب الكاميرون لكرة القدم. سبق له أن لعب في كأس العالم لكرة القدم مع منتخب بلاده.

## روابط خارجية
- بونافنتور دجونكيب على موقع الاتحاد الدولي (مؤرشف)  (الإنجليزية)
- بونافنتور دجونكيب على موقع قاعدة بيانات كرة القدم.إي يو (الإنجليزية)
- بونافنتور دجونكيب على موقع ناشيونال فوتبول تيمز (الإنجليزية)